# Jacobus Pieter Stok
Jacobus Pieter Stok (J. P. Stok Wzn.) (Rotterdam 11 november 1862 – aldaar 20 februari 1942) was een Rotterdamse architect.

## Levensloop
Stok werd geboren in 1862. Zijn vader Willem Stok en zijn drie jaar jongere broer Willem waren ook architect. Van 1876 tot 1882 studeerde Stok aan de Academie van Beeldende Kunsten en Technische Wetenschappen (tegenwoordig de Willem de Kooning Academie) van 1876-1882.
Daarna volgde hij lessen aan de Académie des Beaux-Arts in Brussel van 1882-1884 en aan de Polytechnische School te Delft van 1885-1886. In 1884 liep hij ook nog stage bij Jules Rau in Maloja, Zwitserland. Hij was lid van Bouwkunst en Vriendschap.
Stok was actief van 1886 tot en met 1917. In deze tijd heeft ongeveer veertig kantoren en pakhuizen gerealiseerd. Veel daarvan stonden in  Rotterdam en zijn tijdens het bombardement op Rotterdam gesneuveld. Stok werkte in een eclectische stijl met elementen uit diverse stijlen. Later werd hij beïnvloed door de Schotse architect Charles Rennie Mackintosh en de Amerikaanse architectuur.

## Werk
Enkele van zijn bekendste gebouwen:
- 1889: Hulstkampgebouw, Maaskade 119-121 (Thorbeckestraat 1), Rotterdam[3]
- 1895: herenhuis, Westplein 6[4]
- 1895-1897: Remonstrantse Kerk, Mathenesserlaan, Rotterdam – met Henri Evers[5]
- 1901-1903: Koffiepakhuis Santos, Brede Hilledijk 95, Rotterdam – met J.J. Kanters[6]
- 1903: woonhuis Justus Schreuder, Essenlaan 62-64, Rotterdam[7]
- 1904: bedrijfsgebouw met woningen voor Thomson's havenbedrijf, Brede Hilledijk 62-70, Rotterdam[8]
- 1907: Station Rotterdam Hofplein – verwoest in 1940
- 1909: Scheepvaarthuis, Veerhaven 2 (hoek Parklaan), Rotterdam – in 1948 verhoogd met een kapverdieping[9]
- 1910: Graansilo Maashaven (Graansilo Maatschappij NV), Brielselaan 7, Rotterdam – later uitgebreid door Brinkman & Van der Vlugt (1930) en Postma (1952)[10]
- 1910: woonhuis, Van Vollenhovenstraat 29[11]
- 1913: hoofdkantoor Koninklijke Maatschappij De Schelde, Glacisstraat 165, Vlissingen[12]
- 1914: hoofdkantoor Steenkolen Handels-Vereeniging (Westerkadehuis), Westerkade 1-6 (hoek Veerhaven), Rotterdam – met G. Diehle[13]
- ca. 1920: voormalige Van Ranzow's Bank, Koningstraat 40, Arnhem[14]

## Afbeeldingen

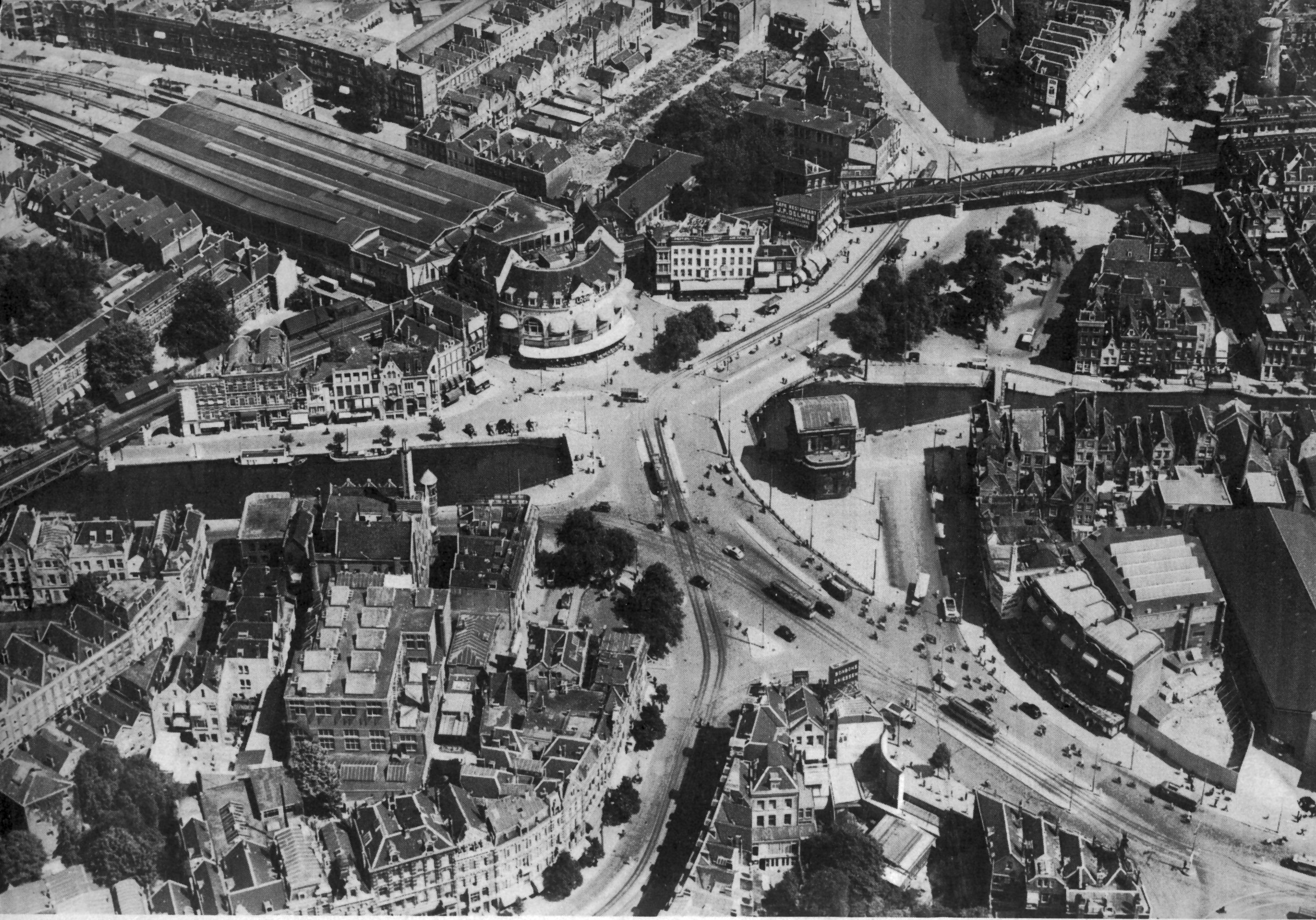
Hofplein ca 1930 met het halfronde station Hofplein
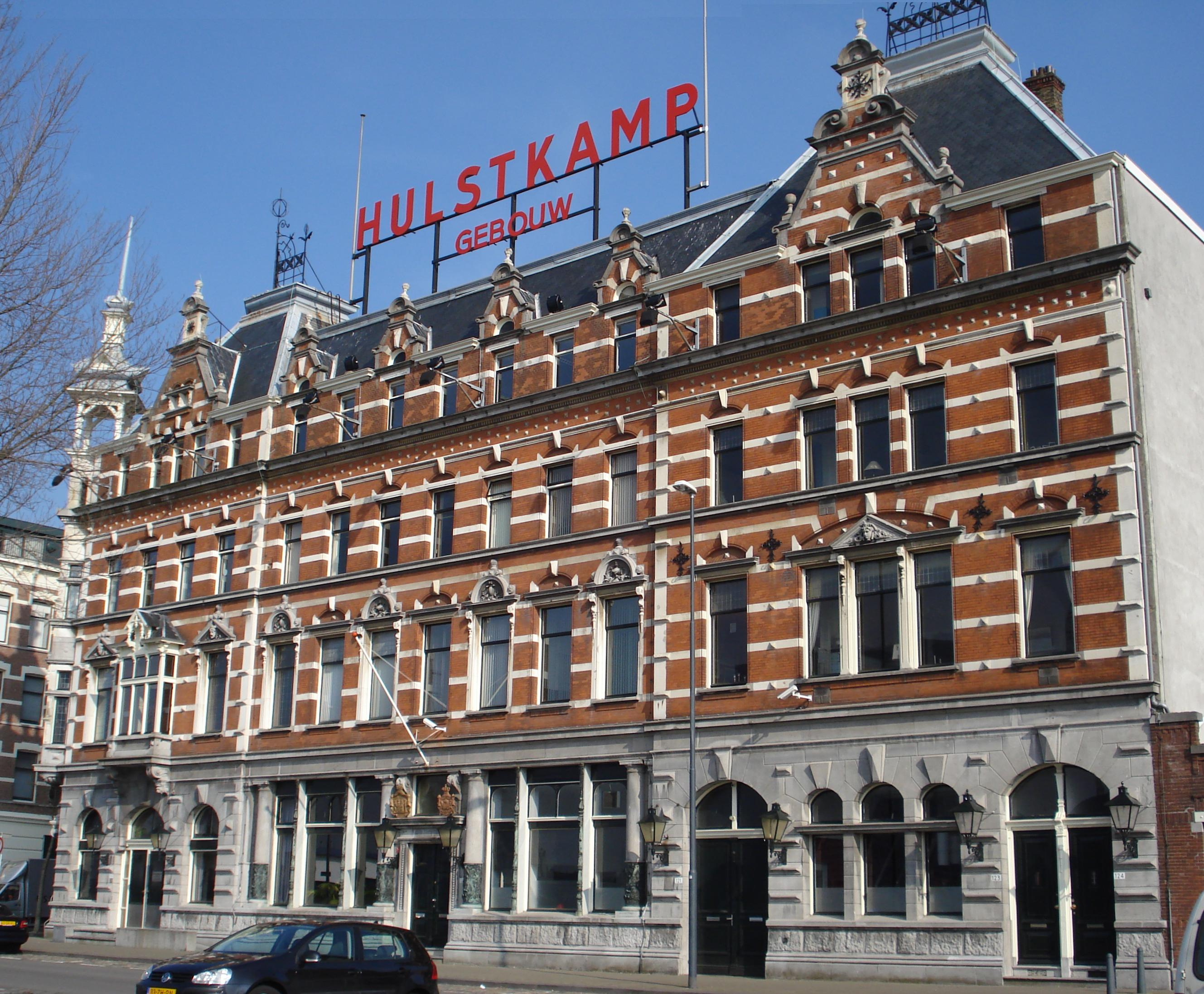
Hulstkampgebouw, Rotterdam
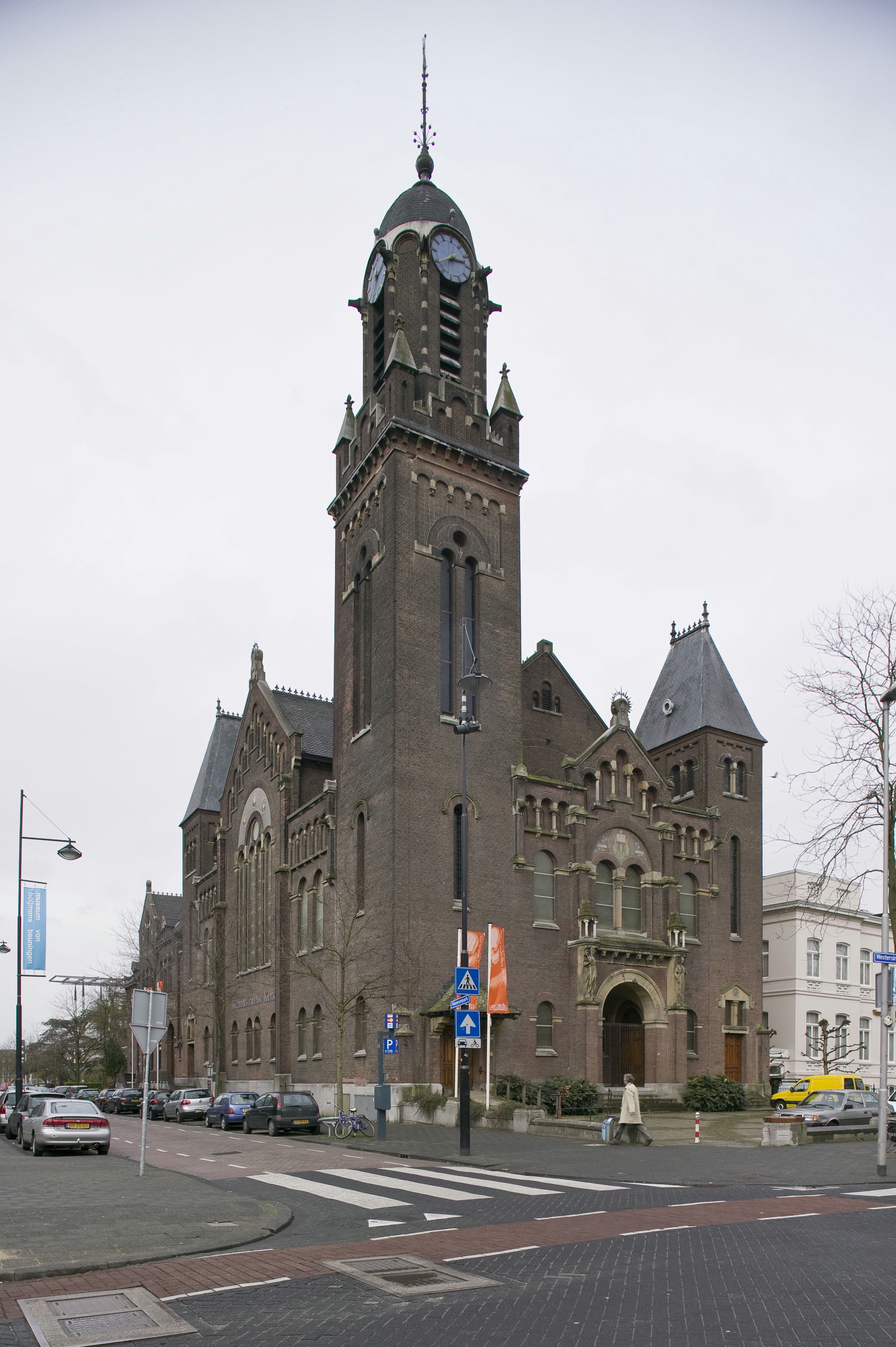
Remonstrantse kerk, Rotterdam
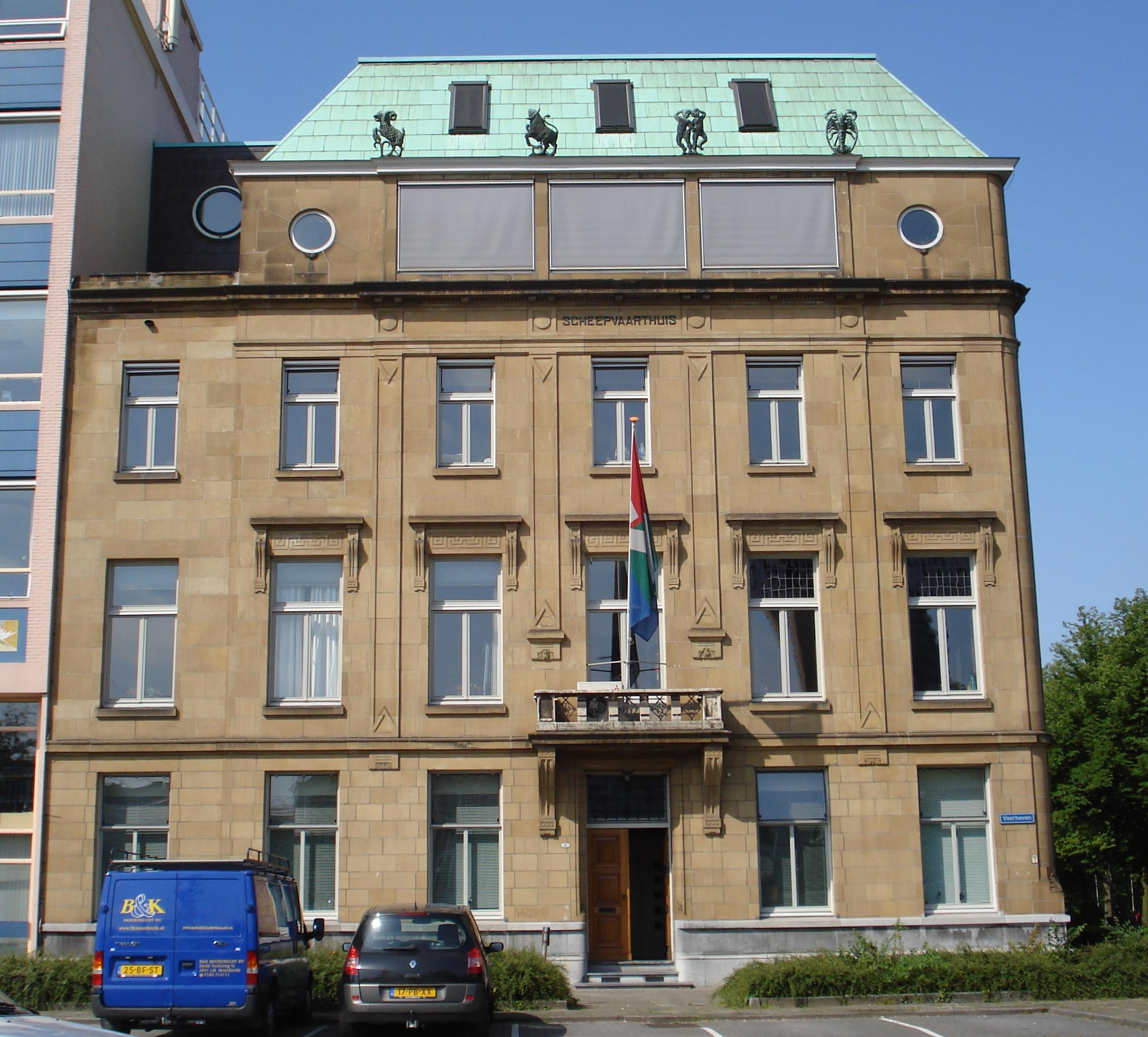
Scheepvaarthuis (kantoor Goudriaan), Rotterdam
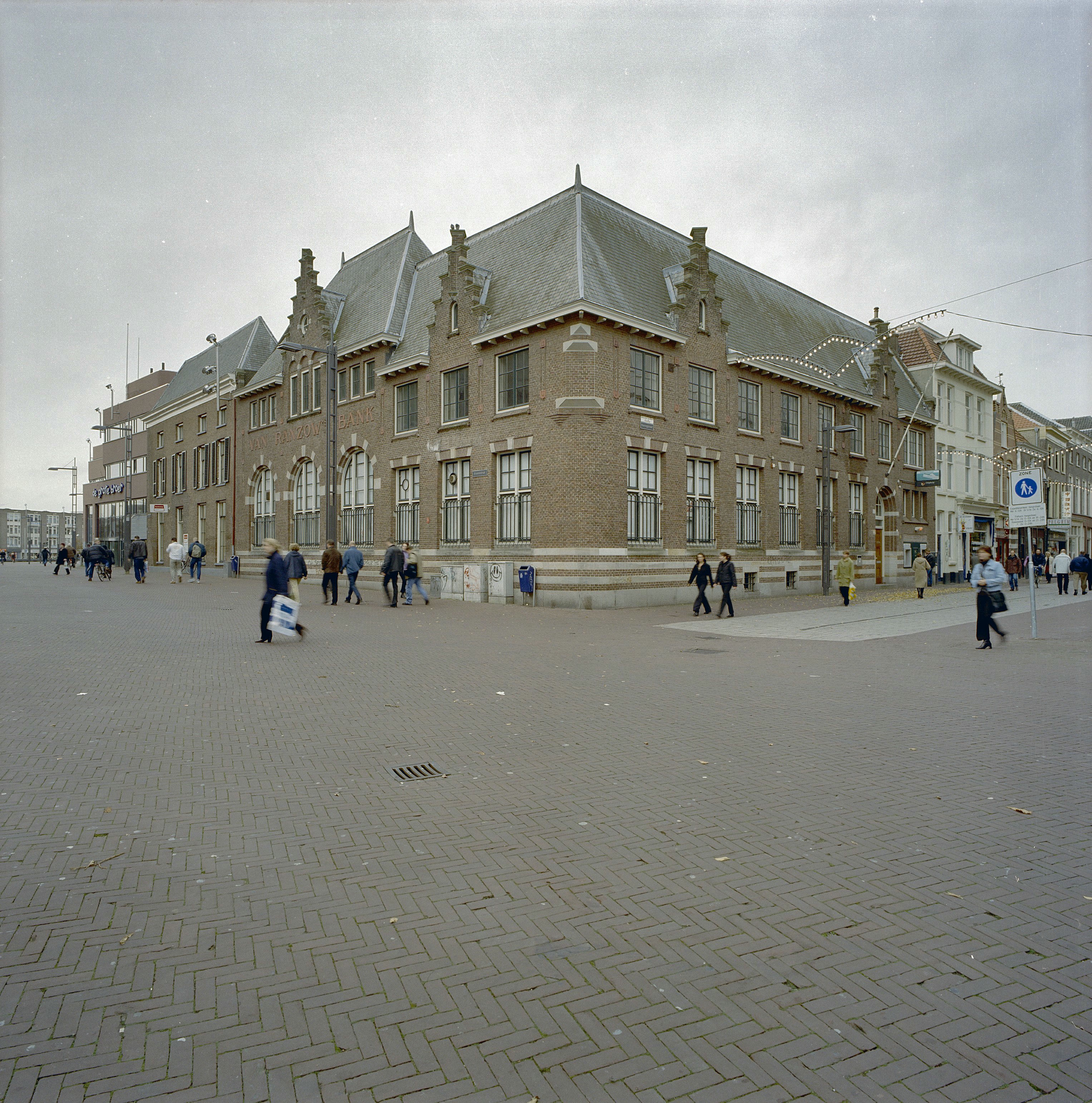
Van Ranzow's Bank, Arnhem